# Joop van Veldhoven
Johannes Jacobus van Veldhoven (Breda, 20 maart 1910 – Keswick, 7 augustus 1980) was een belangrijke informant van het Nederlandse verzet bij overvallen op gevangenissen in Arnhem in 1944.
Joop van Veldhoven was bibliothecaris te Arnhem van de Koepelgevangenis en van het Huis van Bewaring. Hij had toegang tot alle cellen en alle gevangenen.
Begin mei 1944 kwam de landelijke KP-leider Liepke Scheepstra bij hem op bezoek met de vraag om zijn hulp bij de bevrijding van de gearresteerde leider van de LO, ds. Frits Slomp, alias Frits de Zwerver. Van Veldhoven zorgde voor gedetailleerde plattegronden, plaats van de sleutels, tijd van aflossingen en voor alle andere belangrijke informatie.
Na een vergeefse poging werd besloten Frits de Zwerver en zijn celgenoot Herman Kruithof te bevrijden op 11 mei 1944. Dat was de verjaardag van Anton Mussert. De Utrechtse Weg waar de SD en de Gestapo gehuisvest waren, zou dan leeg zijn, omdat de meeste Duitsers in Musis Sacrum dronken op het heil van de NSB-leider.
Vermomd als politiemensen die een arrestant kwamen brengen, drongen Johannes ter Horst en Geert Schoonman met “arrestant” Harry Saathof de Koepelgevangenis binnen. Slomp en Kruithof werden uit cel 56 gehaald en vervoerd naar het Hemeldal in Oosterbeek, van waaruit ze onderdoken.
Deze bevrijding was de aanloop tot een veel grotere bevrijding uit het Huis van Bewaring aan het Walburgplein op 11 juni 1944. Ook hierbij bleek Joop van Veldhoven van onschatbare betekenis. Het ging in eerste instantie om de directeur-eigenaar van het verzorgingshuis het Hemeldal, de heer Eef Zwarts. Het Hemeldal was overvallen door de Duitsers en daarbij werd veel belastend materiaal van het verzet buit gemaakt. Zwarts werd zwaar gemarteld en dreigde door te slaan. Bevrijding was geboden. Samen met Zwarts werden in totaal 54 mannen en vrouwen uit hun cellen gehaald. De leiding van deze bevrijding berustte opnieuw bij Scheepstra, die weer gebruik maakte van onder andere KP-Twente onder leiding van Johannes ter Horst.
Na afloop merkte Scheepstra op “de grootste bewondering” voor Van Veldhoven te hebben, omdat de KP'ers na afloop van de gevangeniskraken ervandoor konden gaan, maar dat hij beide keren weer terug moest naar zijn werkkring.
Enkele weken later werd Van Veldhoven serieus aan de tand gevoeld door de SD. Hij mocht de stad niet uit en moest zich ter beschikking houden. Thuisgekomen vluchtte hij met zijn vrouw en twee kinderen naar Den Haag en dook daar onder. Hij overleefde de oorlog.
Volgens betrokken verzetsmensen waren de overvallen op de Arnhemse gevangenissen van 11 mei en 11 juni 1944 zonder de hulp van Joop van Veldhoven niet mogelijk geweest.